# Putra-Moschee

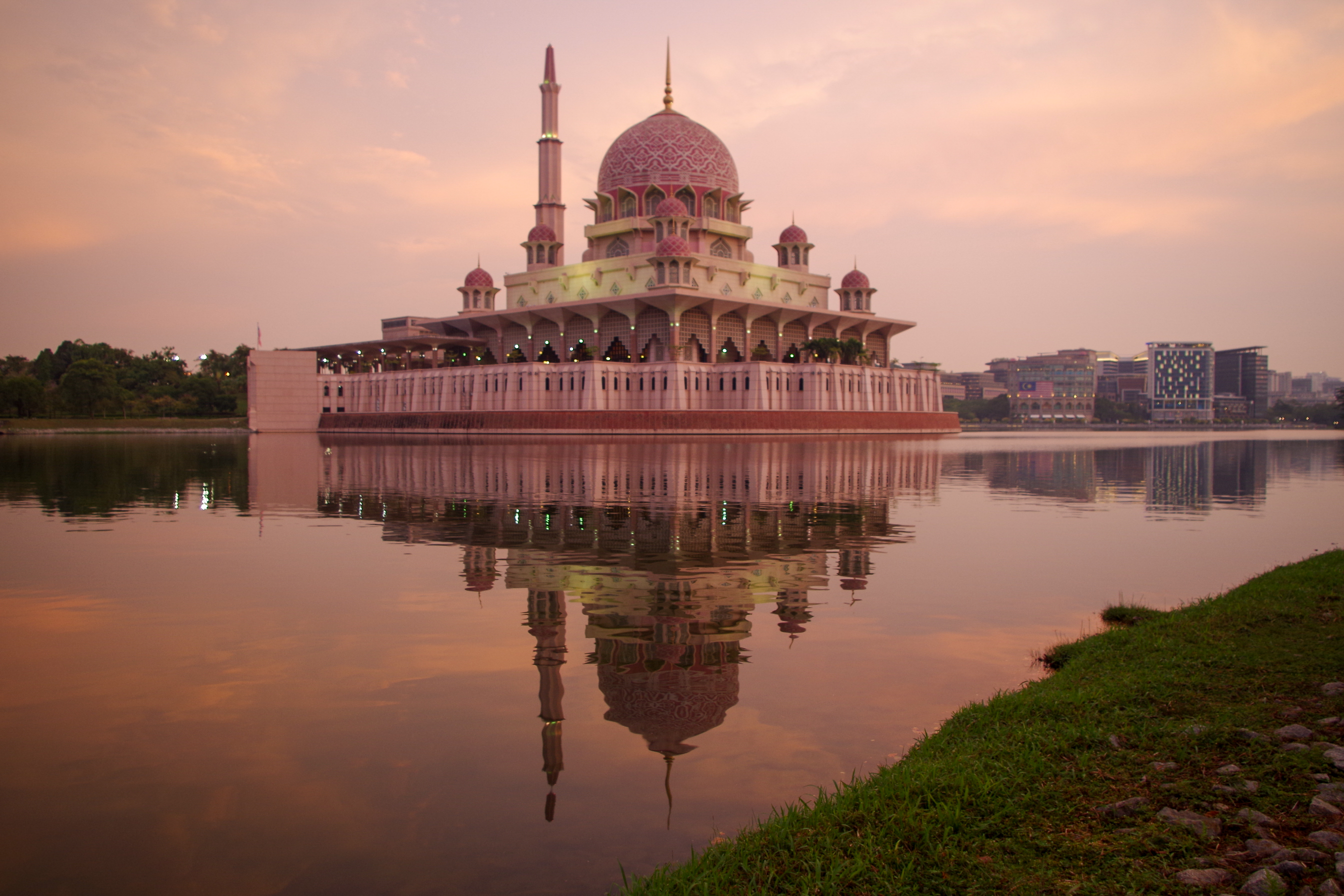
Putra-Moschee, 2019

Die Putra-Moschee (malaiisch Masjid Putra, auch Rote Moschee) ist die Hauptmoschee von Putrajaya, Malaysia. Sie ist nach Almarhum Tunku Abdul Rahman Putra Al Haj benannt, dem ersten Premierminister Malaysias.
Die Moschee befindet sich am Putraplatz und grenzt an den künstlich angelegten Putrajayasee, unweit der Residenz des Premierministers von Malaysia.
Die Putra-Moschee mit ihrer pinkfarbenen Kuppel ist aus rosafarbenem Granit gebaut und besteht aus drei Hauptfunktionsbereichen: der Gebetshalle, dem Sahn und verschiedenen Lern- und Funktionsräumen. Die Moschee bietet Platz für 15.000 Gläubige. Der Bau der Moschee begann 1997 und wurde im September 1999 abgeschlossen. Die Baukosten beliefen sich auf 250.000.000 Malaysische Ringgit; das entspricht etwa 50.000.000 Euro. Das 116 m hohe Minarett besteht aus fünf Stockwerken, die die fünf Säulen des Islam verkörpern. Die größte der neun Kuppeln ist 50 m hoch und hat einen Durchmesser von 36 m. Sie wird von zwölf Säulen getragen.
Die Putra-Moschee erfüllt nicht nur spirituelle Bedürfnisse, sondern bietet auch Dienstleistungen für die Community an. Öffentliche Räume stehen für Konferenzen, Seminare, Symposien, Tagungen und Ausstellungen zur Verfügung.

## Fotogalerie

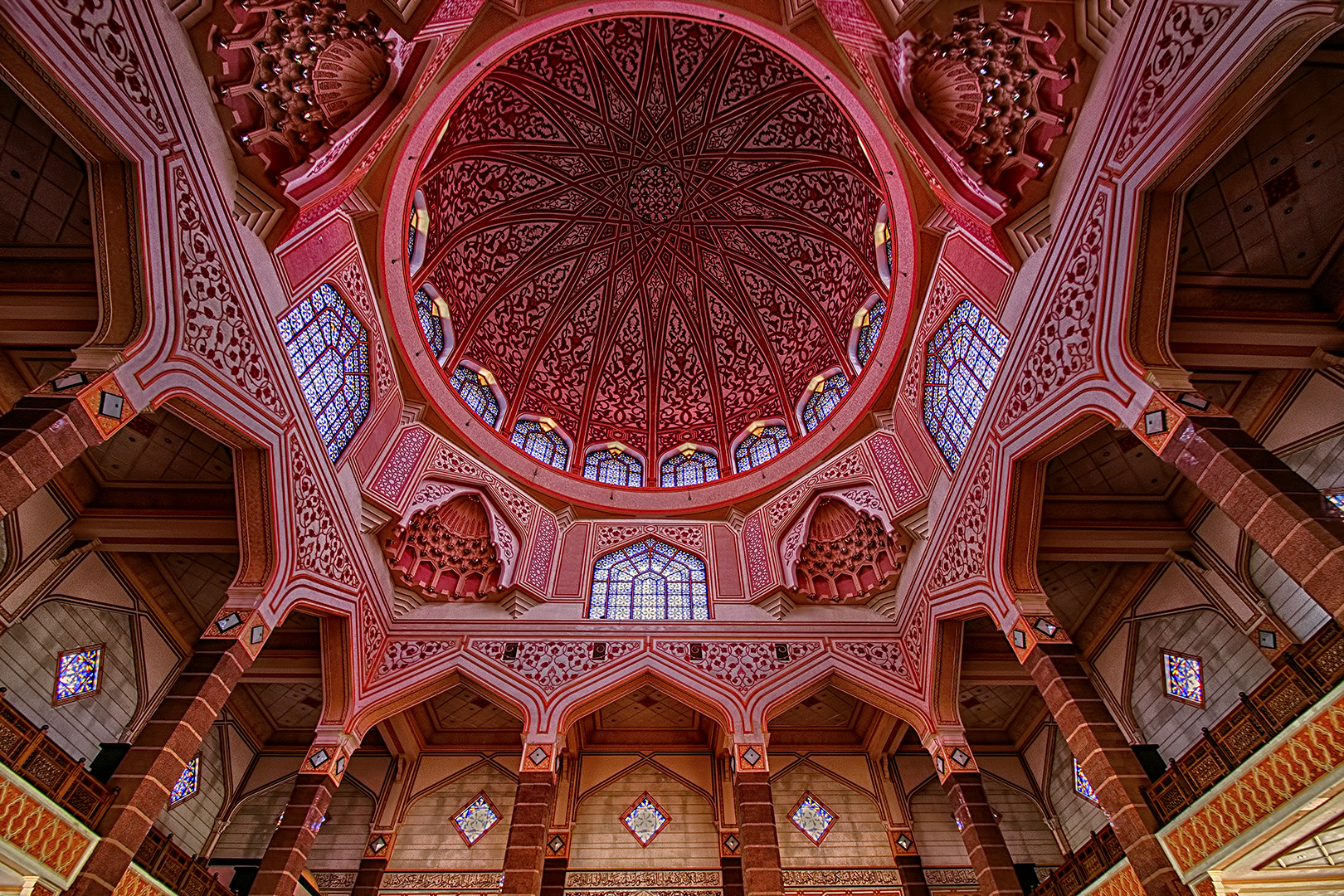
Innenansicht der Hauptkuppel
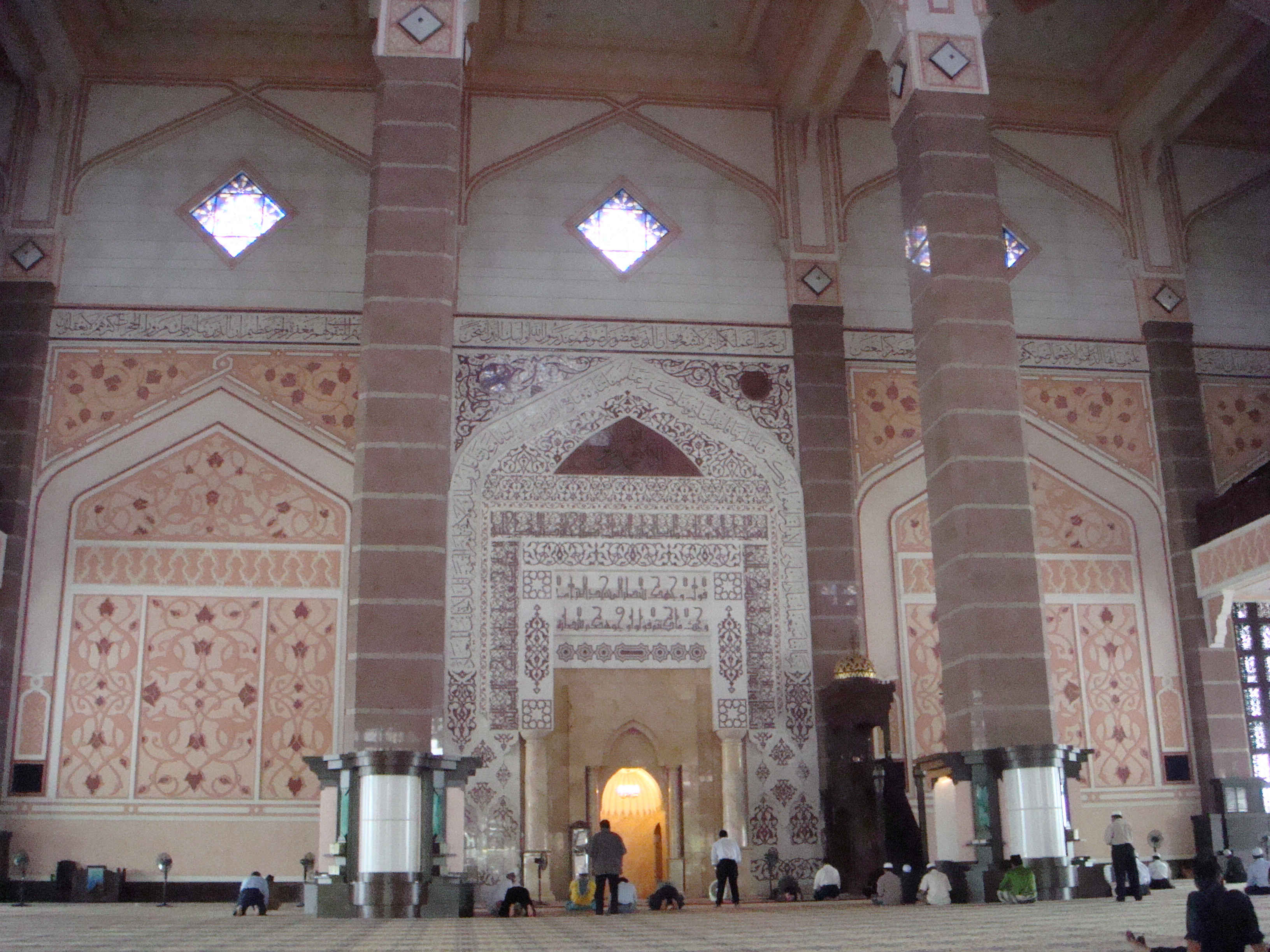
Vor dem Freitagsgebet
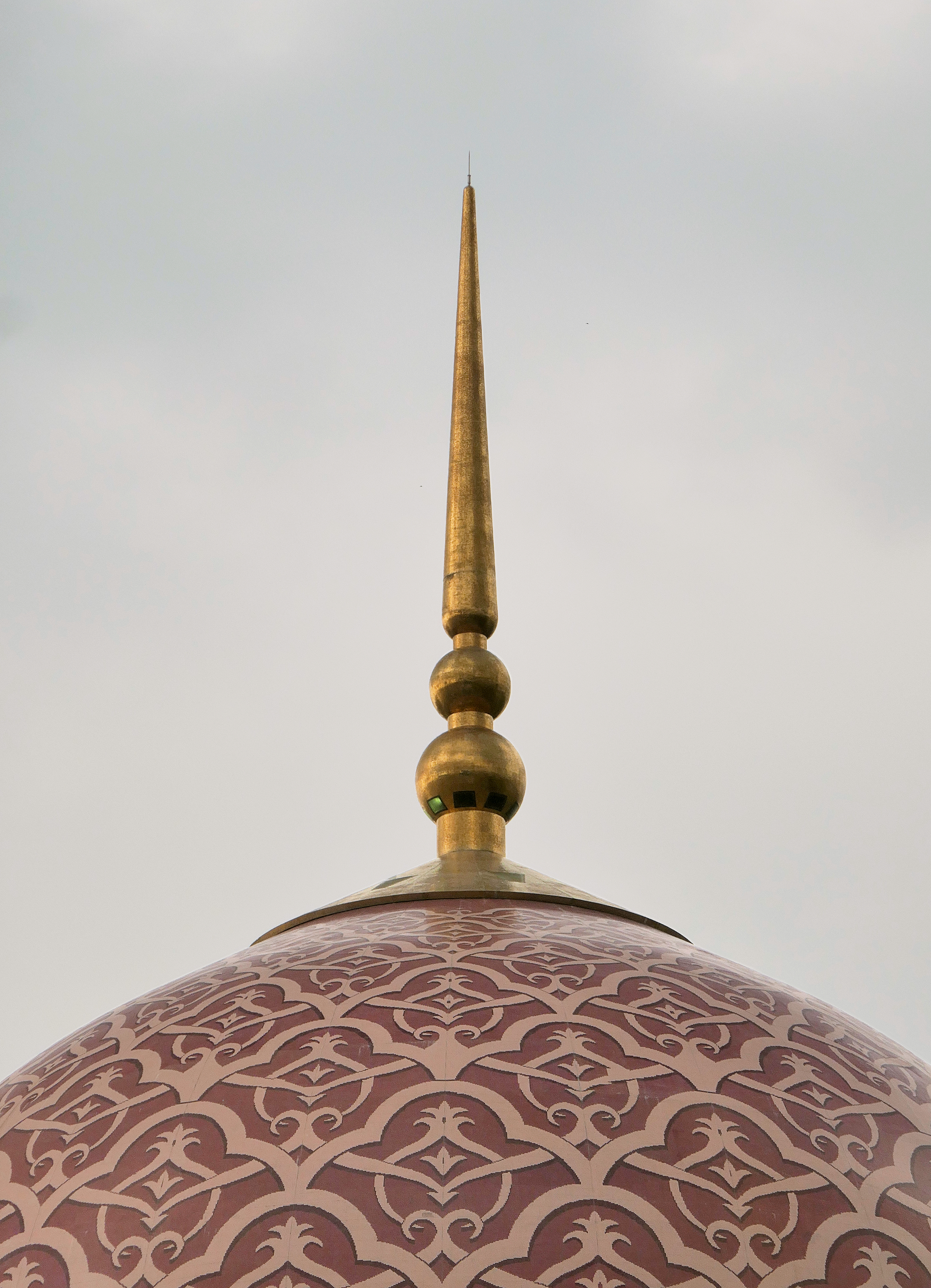
Hauptkuppelspitze